# Mustalevrià
La mustalevrià (en grec: μουσταλευριά), també coneguda com gelatina de most (o pastís de most i coca de most), és un tipus tradicional de púding grec elaborat amb most de raïm barrejat amb farina i bullit fins que espesseix. Els mustokúloura, galetes de most, en són la versió en forma de galeta o bescuit.

## Informació històrica i noms
La mustalevrià té el seu origen a l'antiga Grècia, on era coneguda amb el nom d'enuta (en grec antic: οινούτα).
Durant l'època romana d'Orient, es coneixia com a mustópita (μουστόπιτα) o pàstel·los (πάστελλος). Avui dia, a part del seu nom estàndard, la mustalevrià també rep noms diferents segons la regió. Per exemple, a Creta es coneix com kefteria, a Samos com kourkouta, a Xipre com baluzés, i en altres zones es manté el nom de mustópita.

## Preparació
Per elaborar mustalevrià, el most es bull a foc lent. A continuació, s’hi afegeix una petita quantitat d’argila per netejar-lo. Després del bullit, s’hi incorporen ingredients com ara farina, sucre, sèmola, petimezi (mel de raïm), sèsam, vainilla, ametlles o nous.
La mustalevrià és especialment popular durant la verema, quan el most és fresc.